# Élection à la direction du Parti national écossais de 2003
L'élection à la direction du Parti national écossais de 2003 a eu lieu le 27 septembre 2003, pour élire le chef de file du parti. John Swinney est contesté par Bill Wilson en raison des mauvaises performances du SNP lors des élections législatives et des élections locales,. 
John Swinney est réélu chef du parti,.

## Résultats
| Candidat | Candidat     | Voix | %    |
| -------- | ------------ | ---- | ---- |
|          | John Swinney | 577  | 83,9 |
|          | Bill Wilson  | 111  | 16,1 |